# 오귀스트 프레데리크 비셰 드 마르몽

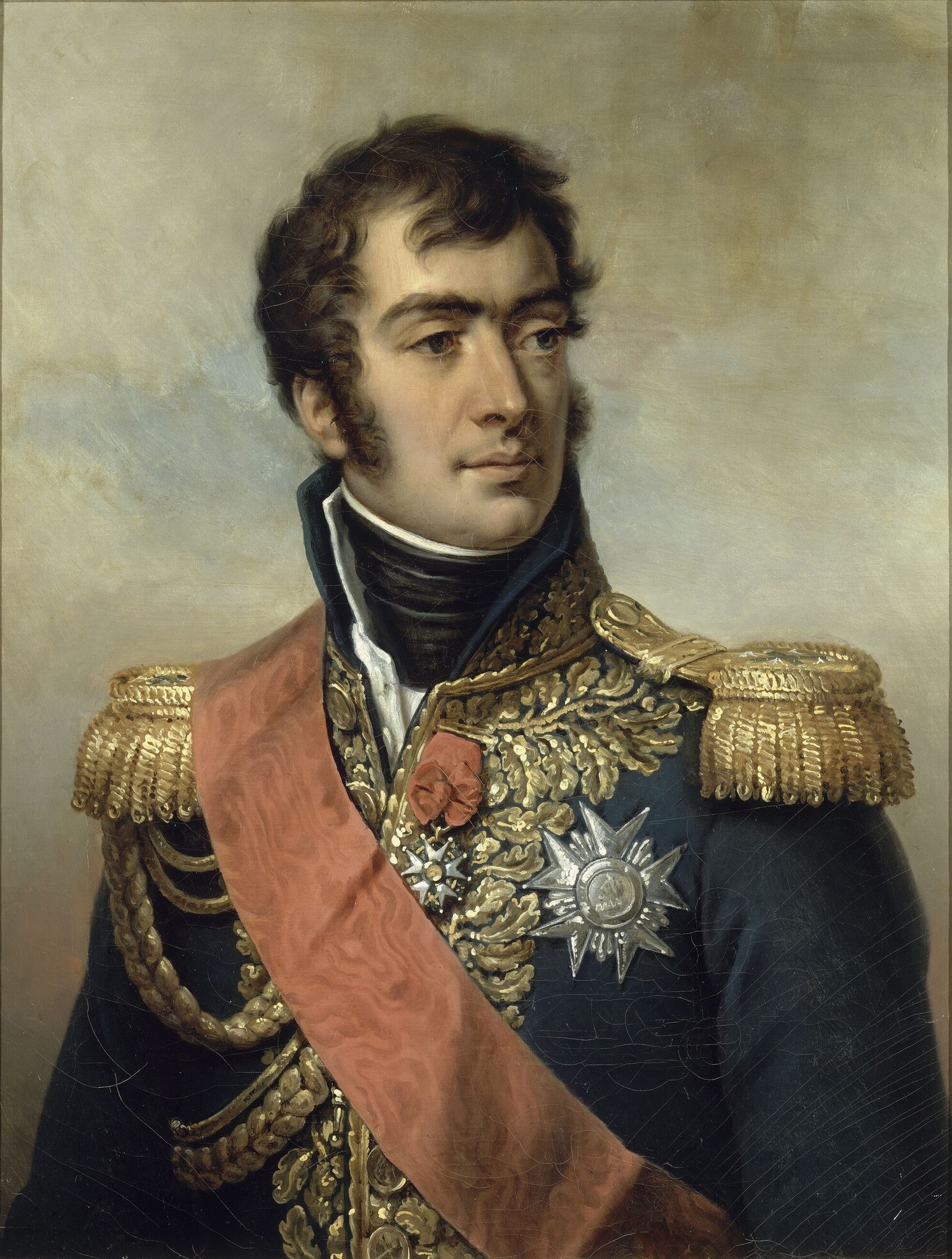
오귀스트 프레데리크 비셰 드 마르몽

오귀스트 프레데리크 루이 비셰 드 마르몽(프랑스어: Auguste Frédéric Louis Viesse de Marmont, 1774년 7월 20일 ~ 1852년 3월 22일))은 프랑스의 군인이다. 마르몽은 나폴레옹의 막료로 마렝고 전투에 참전했다. 그는 포병 총감(1801), 달마티아 총독(1805~09), 이탈리아 총독(1809~10),공작(1808), 원수(1809) 등을 거쳤다. 1814년 마르몽은 나폴레옹을 배반하고 연합국과 비밀 협정을 맺었다. 나폴레옹이 몰락하고 다시 왕정이 시작된 후 귀족이 되었다. 7월 혁명 당시에는 사령관으로 활동했으나, 혁명을 진압하는데 실패했고, 이탈리아로 망명하게 된다.

## 같이 보기
- 개선문에 새겨진 이름들